# Hyperstrotia oletta
Hyperstrotia oletta là một loài bướm đêm trong họ Noctuidae.